# Bob-Weltmeisterschaft 1986
Die 39. Bob-Weltmeisterschaft fand 1986 zum zweiten Mal nach 1979 in Königssee in der Bundesrepublik Deutschland statt.

## Männer

### Zweierbob
| Platz | Land   | Sportler                             | Zeit        |
| ----- | ------ | ------------------------------------ | ----------- |
| 1     | GDR I  | Wolfgang Hoppe Dietmar Schauerhammer | 3:21,11 min |
| 2     | SUI I  | Ralph Pichler Celeste Poltera        | +1,09 s     |
| 3     | GDR II | Detlef Richter Steffen Grummt        | +1,25 s     |
| 4     | SUI II | Erich Schärer André Kiser            | +1,33 s     |
| 5     | FRG I  | Anton Fischer Christoph Langen       | +1,70 s     |
| 6     | AUT I  | Ingo Appelt Josef Muigg              | +1,76 s     |

Datum: 22./23. Februar 1986

### Viererbob
| Platz | Land   | Sportler                                                            | Zeit        |
| ----- | ------ | ------------------------------------------------------------------- | ----------- |
| 1     | SUI II | Erich Schärer Kurt Meier Erwin Fassbind André Kiser                 | 3:16,28 min |
| 2     | AUT I  | Peter Kienast Franz Siegl Gerhard Redl Christian Mark               | +0,49 s     |
| 3     | SUI I  | Ralph Pichler Heinrich Notter Celeste Poltera Roland Berli          | +0,80 s     |
| 4     | GDR I  | Wolfgang Hoppe Roland Wetzig Dietmar Schauerhammer Andreas Kirchner | +0,81 s     |
| 5     | FRG II |                                                                     | +1,09 s     |
| 6     | FRG I  |                                                                     | +1,20 s     |
| ...   | ...    | ...                                                                 | ...         |
| 8     | GDR II | Bernhard Lehmann Matthias Trübner Ingo Voge Bogdan Musiol           | +1,74 s     |

Datum: 1./2. März 1986

## Medaillenspiegel
| Platz | Land                            | Gold | Silber | Bronze | Gesamt |
| ----- | ------------------------------- | ---- | ------ | ------ | ------ |
| 1     | Schweiz                         | 1    | 1      | 1      | 3      |
| 2     | Deutsche Demokratische Republik | 1    | 0      | 1      | 2      |
| 3     | Österreich                      | 0    | 1      | 0      | 1      |